# Žički prehod
Žički prehod (Seitzerhof-Gang) ist der Name einer Straße im Stadtteil Lent, Maribor, Slowenien. Ihr Name bezieht sich auf das in der Straße befindliche Anwesen Seitzerhof (slowenisch: Žički dvorec).

## Geschichte
Die Straße wird erstmals 1346 als Brudergasse erwähnt, nach den Minoritenbrüdern aus dem nahegelegenen Minoritenkloster. Im Jahr 1760 hieß sie Minoritengässl, 1822 erhielt sie den Namen Büchsenmachergassl. Im Jahr 1824 taucht der Name Obere Lendgasse auf. Im Jahr 1839, sowie von 1941 bis 1945 erhielt sie den Namen Seitzerhof-Gasse (slowenisch: Ulica Žičkega dvora). Im Jahr 1919 wurde sie nach dem slowenischen Maler Matevž Langus (1792–1855) in Langusova ulica umbenannt, 1938 und 1945 erhielt sie den heutigen Namen.

## Lage
Die Straße verläuft von der Südseite der Koroška cesta westlich des Glavni trg zum Vojašniški trg, zwischen Minoritski prehod im Westen und Splavarski prehod im Osten.